# Necropoli di Pranu Narbonis

Interno di una domus

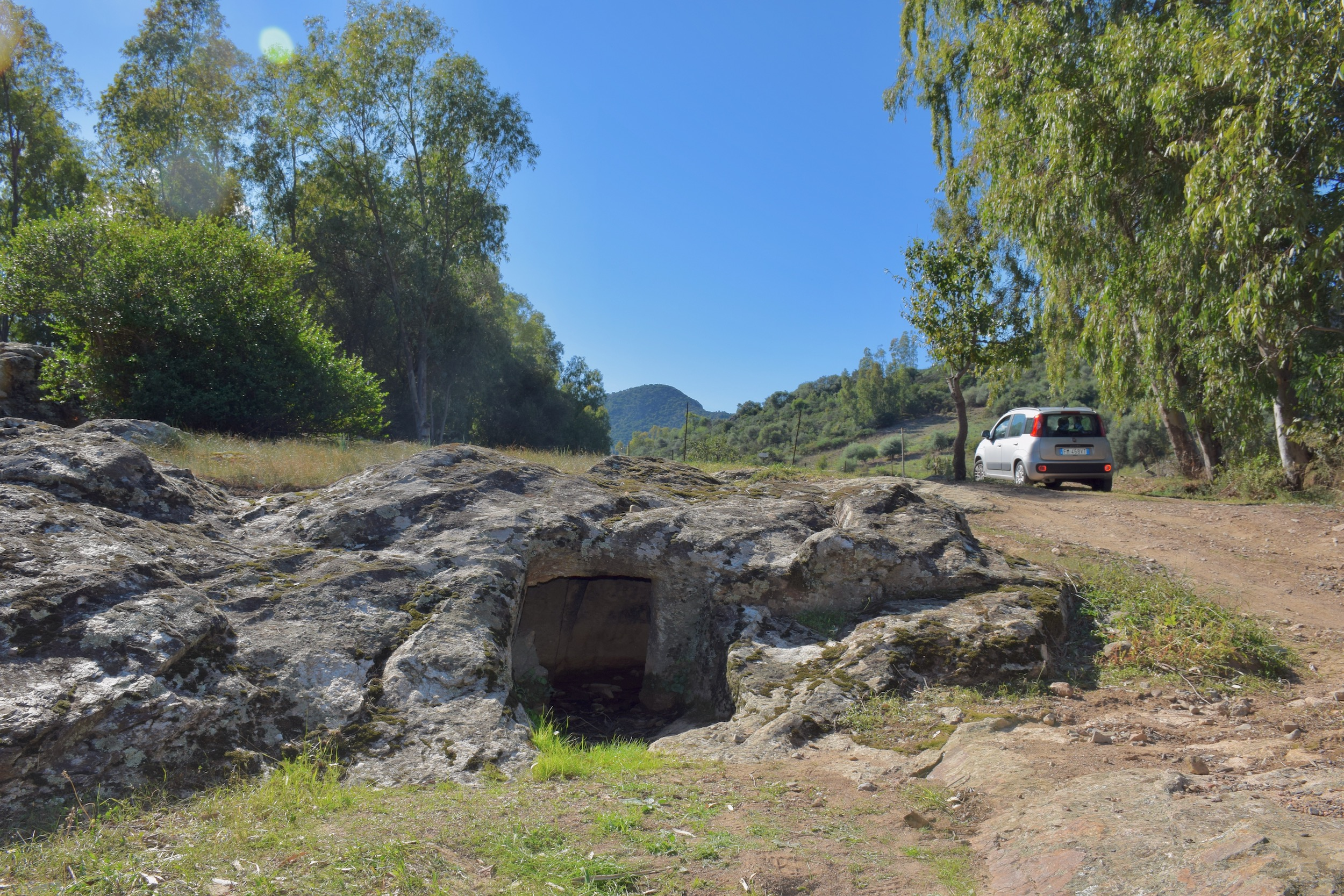
Veduta di una tomba

La necropoli di Pranu Narbonis è un sito archeologico prenuragico situato nel territorio del comune di San Vito, nella città metropolitana di Cagliari.

## Descrizione
La necropoli è composta da tre domus de janas scavate nella roccia granitica dalle popolazioni della cultura di Ozieri nella seconda metà del IV millennio a.C.. Si trova non lontana dai resti di un villaggio ascrivibile al Neolitico finale.
Il sito venne utilizzato nel tardo calcolitico-prima età del bronzo dalle genti della cultura del vaso campaniforme e della cultura di Bonnanaro .